# Гнеповська Неоніла Федорівна
Неоніла Федорівна Гнеповська (19 серпня 1925, Звенигородка, Черкаська область, Українська РСР — 15 березня 2013, Київ, Україна) — українська радянська акторка театру та кіно.

## Життєпис
Народилася в родині директора цукрового заводу Федора Федоровича Гнеповського і Марії Григорівни Гнеповської. Через півроку після її народження сім'я переїхала в Київ, де батько отримав нове призначення.
Після восьмирічної школи закінчила Київське державне естрадне училище і працювала артисткою розмовного жанру на Київській естраді. Була прийнята виїзною комісією з Москви в театральне училище імені Щепкіна, яке закінчила в 1954 році і виїхала працювати в Гомельський російський драматичний театр.
У 1956 році знялася в ролі Фіми в екранізації спектаклю Київського російського театру імені Лесі Українки «Діти сонця», після чого увійшла в акторський штат Київської кіностудії імені Довженка і працювала там все життя до розформування кіностудії в 1990-і роки.
Зіграла близько шістдесяти ролей в кіно, серед яких: Ганка («Якби каміння говорило...», 1957), Ольга («Блакитна стріла», 1958), Ганна Петрівна («Серед добрих людей», 1962), «Сон» (1964), мати Марічки («Тіні забутих предків», 1964), «Гадюка» (1965), Фрося («Назад дороги немає», 1970), «Сміханічні пригоди Тарапуньки і Штепселя» (1970), Дарина Семенівна («За твою долю», 1972), «Нічний мотоцикліст» (1972), мати нареченої («Дід лівого крайнього», 1973), «Анна і Командор» (1974), «Юркові світанки» (1974), «Свято печеної картоплі» (1976), Зотова («Народжена революцією», 1977), «Весь світ в очах твоїх...» (1977), «Право на любов» (1977), «Незручна людина» (1978), «Дощ у чужому місті» (1979), «Довгі дні, короткі тижні...» (1980), «Самотня жінка бажає познайомитися» (1986).
Багато працювала на дубляжі, дублюючи на українську та російську мови, на озвучуванні мультфільмів («Пригоди Перця» (1961), «Історія про дівчинку, яка наступила на хліб» (1986) та ін.).
Багато їздила з концертними бригадами, друкувалася в київських газетах.
Похована на Лісовому кладовищі в Києві.